# Spoorlijn Hilversum - Lunetten
De Spoorlijn Hilversum - Lunetten werd in 1874 geopend, als zijtak van de spoorlijn Amsterdam - Zutphen (Oosterspoorweg), van Hilversum naar Utrecht Maliebaan en Utrecht Lunetten. Hiermee kreeg de HIJSM (ook HSM genoemd) een eigen spoorverbinding tussen Amsterdam en Utrecht, naast de ruim 30 jaar oudere Rhijnspoorweg. Sinds 1939 rijden alle treinen tussen Hilversum en Utrecht via spoorwegknooppunt Blauwkapel naar station Utrecht Centraal. Tussen januari 2009 en september 2010 keerde de oorspronkelijke treindienst tussen Hilversum en Utrecht Maliebaan, op maandelijkse basis, tijdelijk terug als Heimwee Express. Sinds 2010 wordt het traject Blauwkapel – Utrecht Maliebaan gebruikt voor de pendeldienst Utrecht Centraal – Utrecht Maliebaan. Het traject Utrecht Maliebaan - Utrecht Lunetten is in 2012 opgebroken.

## Geschiedenis
De spoorlijn werd aangelegd in de tijd dat de verschillende spoorwegmaatschappijen nog grote concurrenten waren. De Centraalspoorweg (van station Utrecht op de locatie van het huidige station Utrecht Centraal naar Amersfoort en verder) van de NCS werd ten noorden van Utrecht gelijkvloers gekruist (spoorwegknooppunt Blauwkapel). Ook kreeg de spoorlijn in Utrecht een eigen station, ten oosten van de stad. het Maliebaanstation, dit in tegenstelling tot het genoemde gezamenlijke station van de NRS en NCS en het station van de Staatsspoorwegen aan de westzijde. Na het Maliebaanstation konden de treinen doorrijden naar een speciaal overstapstation, station Lunetten. Reizigers uit de richting Hilversum konden hier overstappen op treinen van de Staatsspoorwegen richting 's-Hertogenbosch en omgekeerd. Station Lunetten had geen in- en uitgang naar de straat, het was alleen mogelijk om van de ene naar de andere trein over te stappen.
Rond het begin van de twintigste eeuw gingen de verschillende spoorwegmaatschappijen intensiever samenwerken. Al in 1874 gingen de Staatsspoorwegen gebruikmaken van het gezamenlijke station van de NRS en NCS. Hiermee kreeg Utrecht een belangrijk overstapstation. Het Maliebaanstation bleef een station aan slechts één enkele spoorverbinding. In 1905 werd de spoorlijn door middel van een verbindingsbaan bij Blauwkapel aangesloten op de Centraalspoorweg. Hiermee werd treinverkeer tussen Amersfoort en het Maliebaanstation mogelijk. Dertien jaar later werd de spoorlijn ten zuiden van het Maliebaanstation aangesloten op de Rhijnspoorweg richting Driebergen.
In 1921 werd nog een verbindingsboog naar de Centraalspoorweg geopend. Hiermee werd het mogelijk de treinen uit Hilversum naar het Utrechtse hoofdstation te laten rijden. Het belang van het baanvak Blauwkapel – Maliebaan – Lunetten daalde hierna snel. Op 15 mei 1932 werd het overstapstation Lunetten gesloten en op 15 oktober 1939 werd ook de reizigersdienst tussen Hilversum en Utrecht Maliebaan opgeheven. De spoorlijn bleef wel in gebruik voor goederenverkeer. Vijftien jaar na de opheffing van de reizigersdienst werd in en om het Maliebaanstation het Nederlands Spoorwegmuseum geopend.

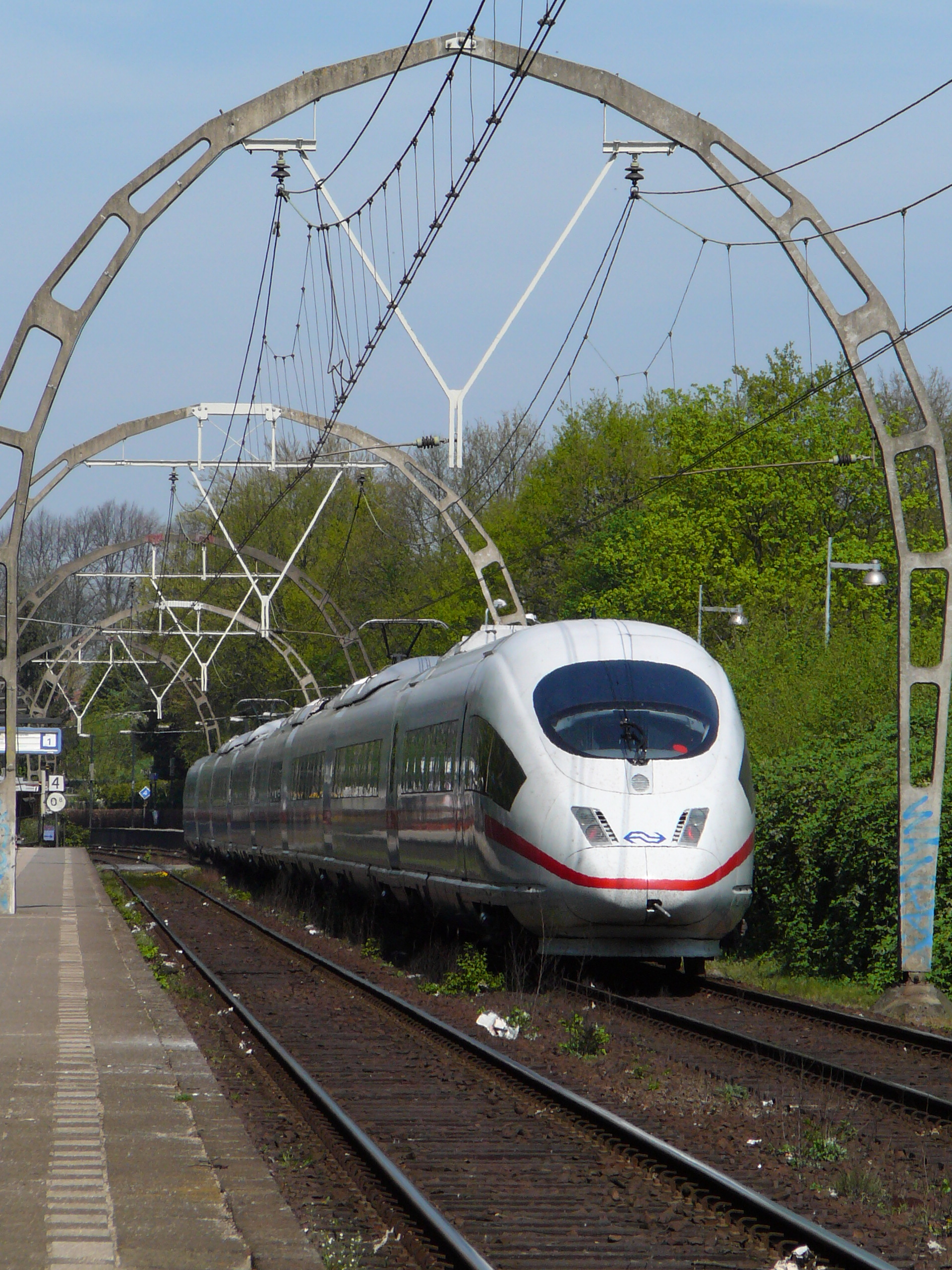
ICE-treinstel rijdt van Frankfurt naar Amsterdam door Hilversum Sportpark, omdat wegens werkzaamheden een aantal treindiensten via Hilversum is omgeleid.

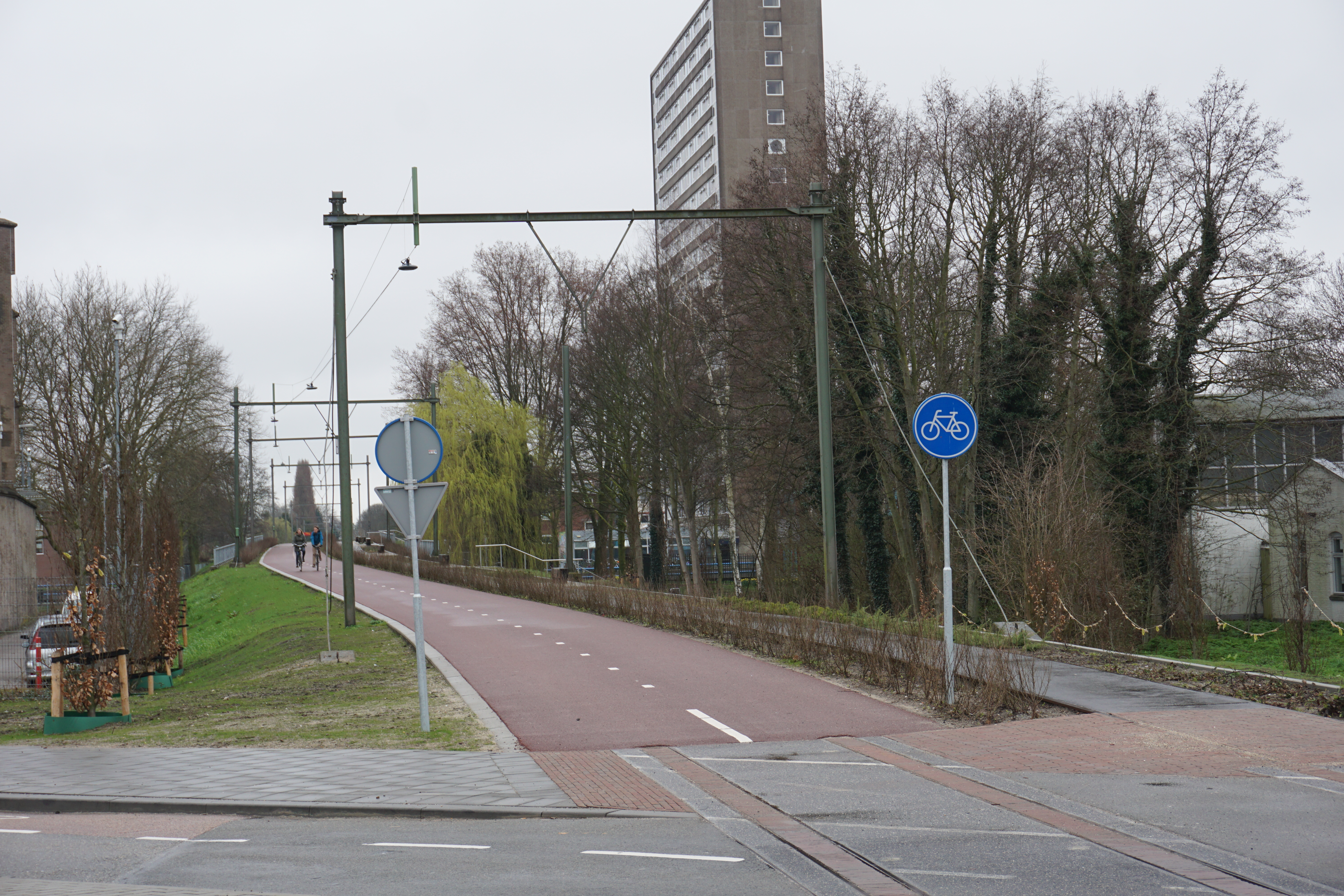
Het oude baanvak Maliebaan – Lunetten ingericht als fiets- en voetpad.

### Elektrificatie
De verbinding tussen Hilversum en Lunetten werd, inclusief de verbindingsbanen bij Blauwkapel, 1941 en 1942 voorzien van bovenleiding. Vanwege de metaalschaarste tijdens de Tweede Wereldoorlog werden hier, in plaats van de traditionele ijzeren portalen, de kenmerkende hoefijzervormige betonnen bovenleidingportalen toegepast. Deze portalen zijn in 1938 ontworpen door ir. J.L.A. Cuperus en zijn alleen tussen Hilversum en Blauwkapel toegepast. De unieke betonconstructies bestaan nog steeds en staan inmiddels op de monumentenlijst en hebben als bijnaam gotische bogen. Toen in 1994 vijf portalen door een kraanwagen nabij station Hilversum Sportpark werden vernield of zwaar beschadigd werden zij alle gerepareerd of vervangen.

### Huidig gebruik van de spoorlijn
Van Hilversum tot aan de aansluiting op de Centraalspoorweg bij spoorwegknooppunt Blauwkapel wordt de lijn gebruikt voor de reizigerstreinen tussen Hilversum en Utrecht Centraal. Daarnaast wordt de spoorlijn regelmatig gebruikt als omleidingsroute bij stremmingen tussen Amsterdam en Utrecht.
Van station Utrecht Maliebaan tot de aansluiting Lunetten was de spoorlijn onderdeel van de route van de pendeldienst Utrecht Centraal – Utrecht Maliebaan. Het volledige traject tussen de aansluitingen bij Blauwkapel en de aansluitingen bij Lunetten werd gebruikt voor goederentreinen, extra treinen en bij omleidingen. Met de opheffing van de rangeersporen bij Lunetten in januari 2009 is de aansluiting op de lijn richting 's-Hertogenbosch komen te vervallen. De functie van de opgeheven rangeersporen is verschoven naar Utrecht Goederen, direct ten zuiden van Utrecht Centraal.
In april 2011 kondigde ProRail aan het gedeelte tussen de Koningsweg in Utrecht en de aansluiting Lunetten op te heffen. Gedurende de aanleg van Randstadspoor en de tramlijn naar De Uithof is deze route door bouwverkeer gebruikt. Op 9 september 2012 vond de laatste Heimwee Express plaats over dit spoor, met Mat '24 van het Spoorwegmuseum. Hierna is de spoorlijn tussen het Spoorwegmuseum en de aansluiting bij Lunetten buiten gebruik gesteld en in november 2012 is het spoor opgebroken tussen de Koningsweg en de voormalige aansluiting Lunetten en ten oosten van de Abstederdijk. Tussen de Abstederdijk en de Koningsweg bleef het dubbele spoor een tijd ongebruikt liggen, tot in februari 2016 de sporen en het ballastbed werden verwijderd. Het spoor krijgt een tweede leven bij de Stoomtrein Goes - Borsele. De portaalmasten staan er deels nog, met aan één zijde een draad waar straatverlichting aan hangt. De AHOB-installaties aan de Koningsweg, Notebomenlaan en de Abstederdijk werden verwijderd. Ten oosten van de Abstederdijk liggen twee kopsporen waarvan het oostelijke spoor geëlektrificeerd is. Vervolgens is in 2016 tussen de Abstederdijk en de Koningsweg een fiets- en wandelpark aangelegd over het oude spoortracé, het Oosterspoorbaanpark.
Van de twee sporen tussen Blauwkapel en het Spoorwegmuseum is alleen het westelijke spoor in gebruik; bovenleiding en rails van het buiten gebruik gestelde spoor zijn intact gelaten. ProRail voerde vervolgens op 22 januari 2013 werkzaamheden uit bij het Spoorwegmuseum, waardoor dit ene spoor voortaan op het oude perron van het Maliebaanstation uitkomt en treinen weer kunnen rangeren na het afsluiten van het spoor vlak na het Spoorwegmuseum.
Op 14 mei 2022 werd met enkele ritten met historisch materieel afscheid genomen van de gelijkvloerse spoorkruising bij Blauwkapel. Twee weken later zijn de kruising en de sporen die de lijn vanuit Hilversum verbinden met die naar Maliebaan verwijderd, alsmede een van de twee overwegen aan de Voordorpsedijk. Het onderhoud van de kruising was door de hoge slijtage en de unieke constructie duur, het leverde veel geluidsoverlast op en er reden nog maar sporadisch treinen van of naar het Spoorwegmuseum via de spoorkruising. Het museum blijft per trein bereikbaar over één spoor vanaf Amersfoort, vanuit Utrecht Centraal kan het museum bereikt worden door even voorbij het aansluitwissel kop te maken.

## Stations en gebouwen

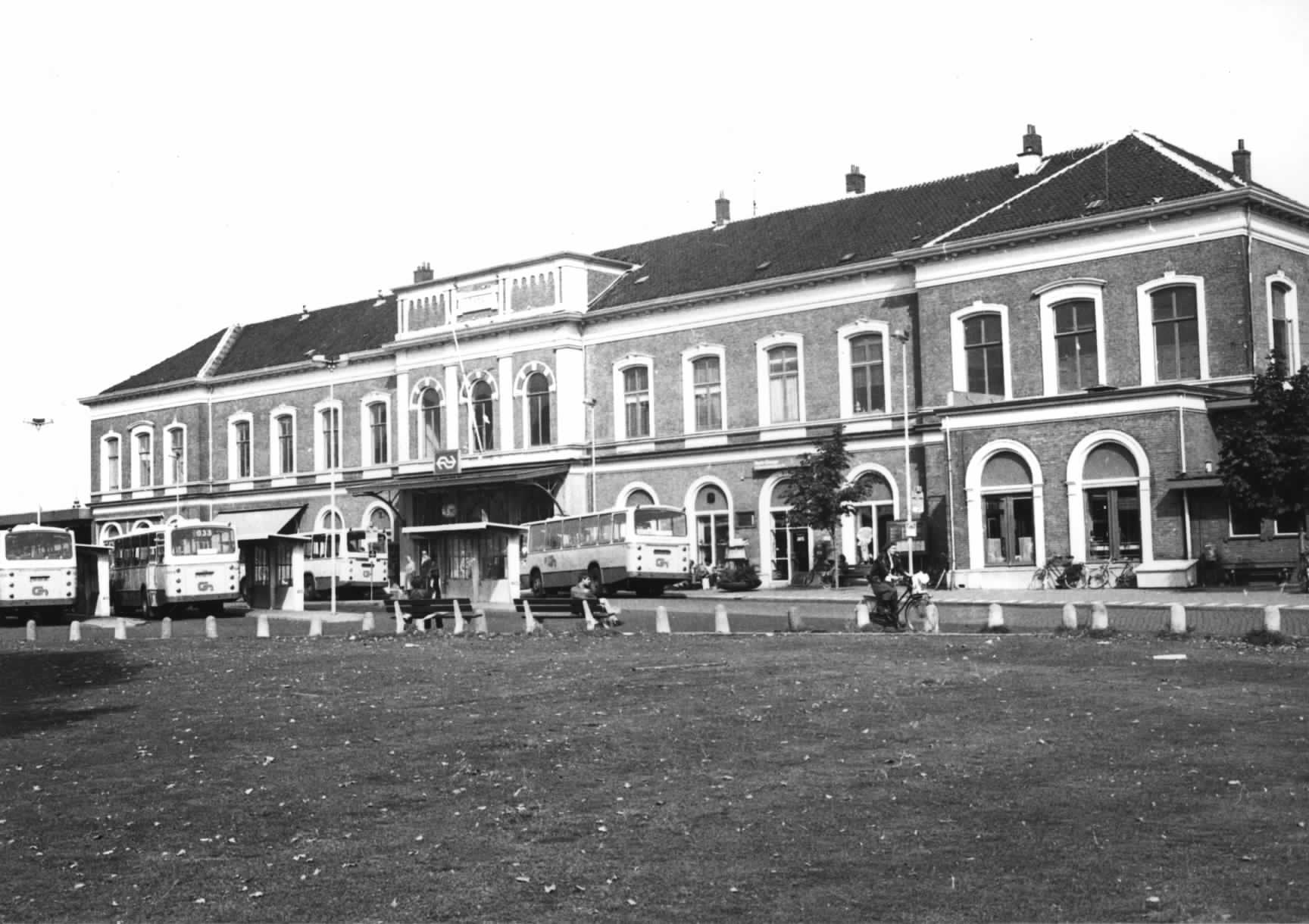
Het oorspronkelijke stationsgebouw van Hilversum (1874-1992); circa 1980.

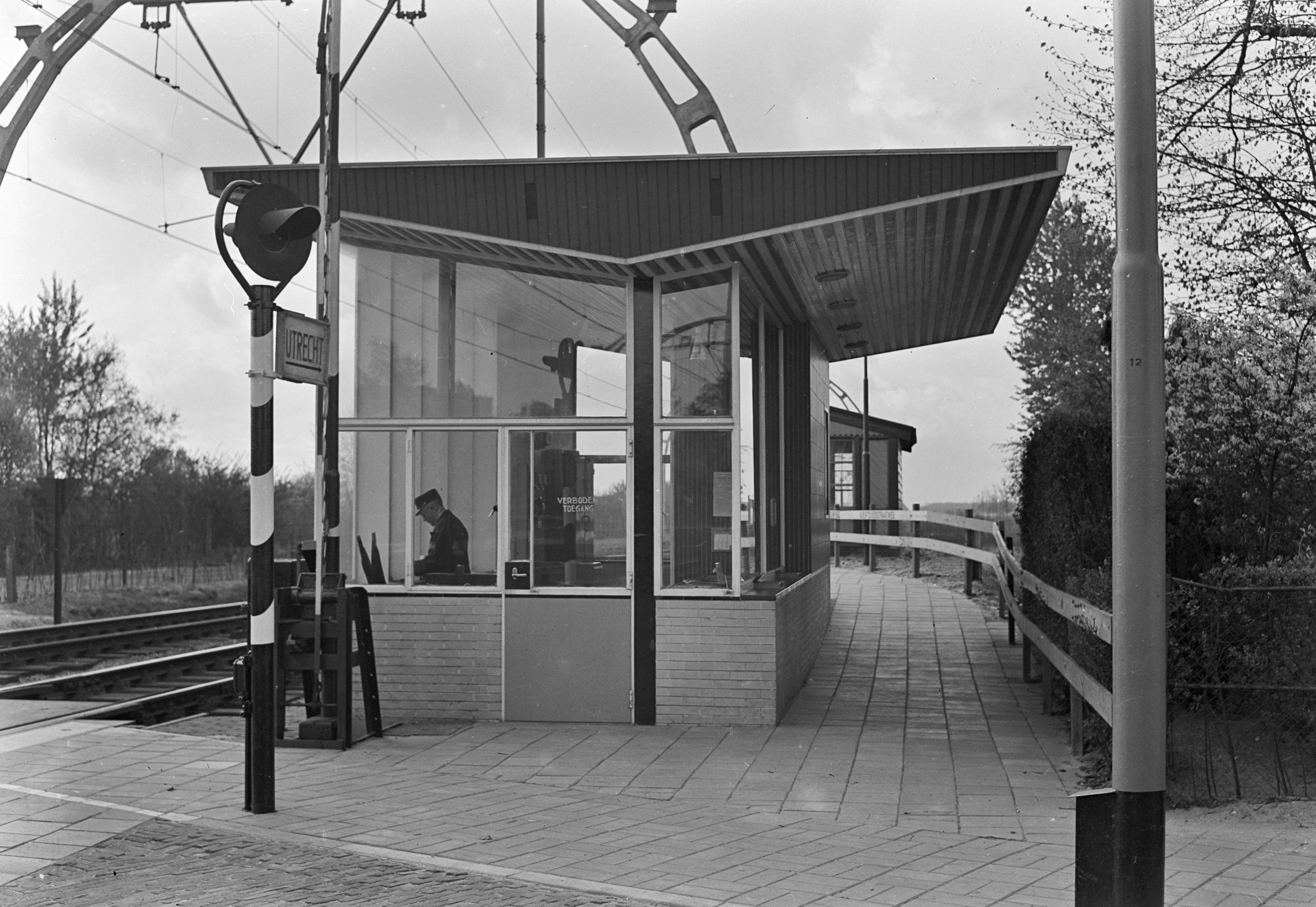
Station Soestdijkerstraatweg te Hilversum; 1953.

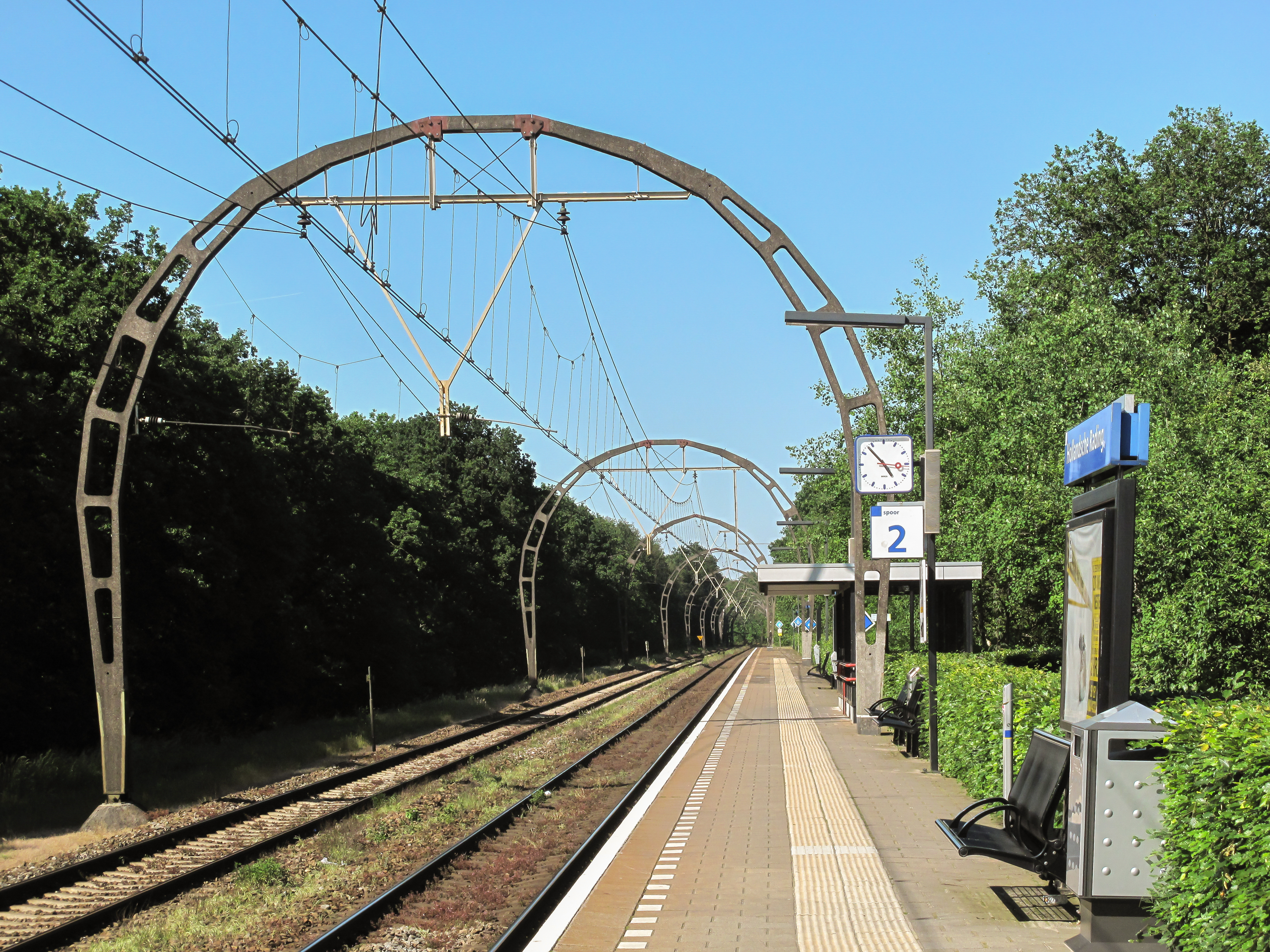
Station Hollandsche Rading met de kenmerkende betonnen bovenleidingportalen; 2012.

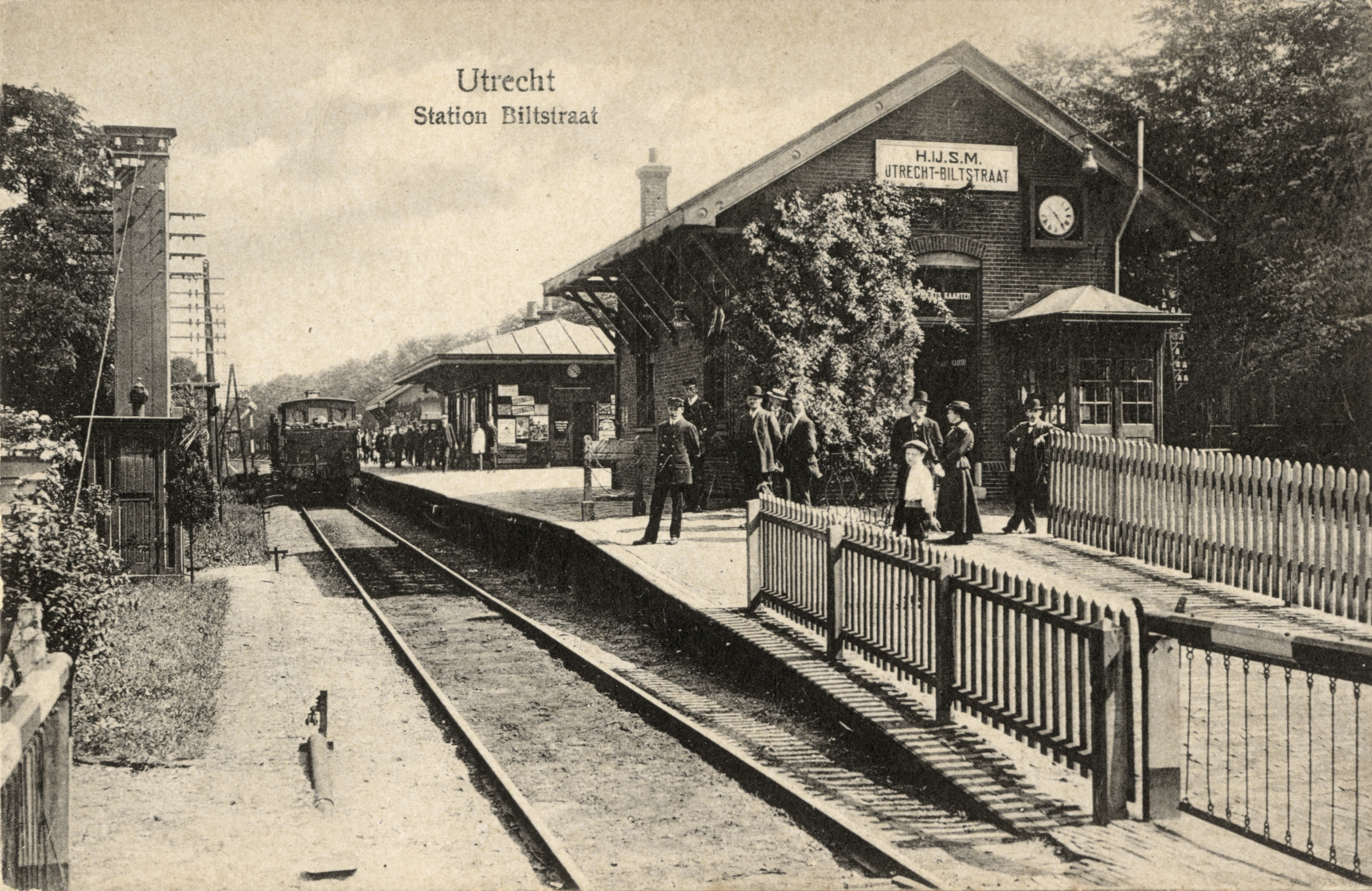
Station Utrecht Biltstraat; circa 1910.

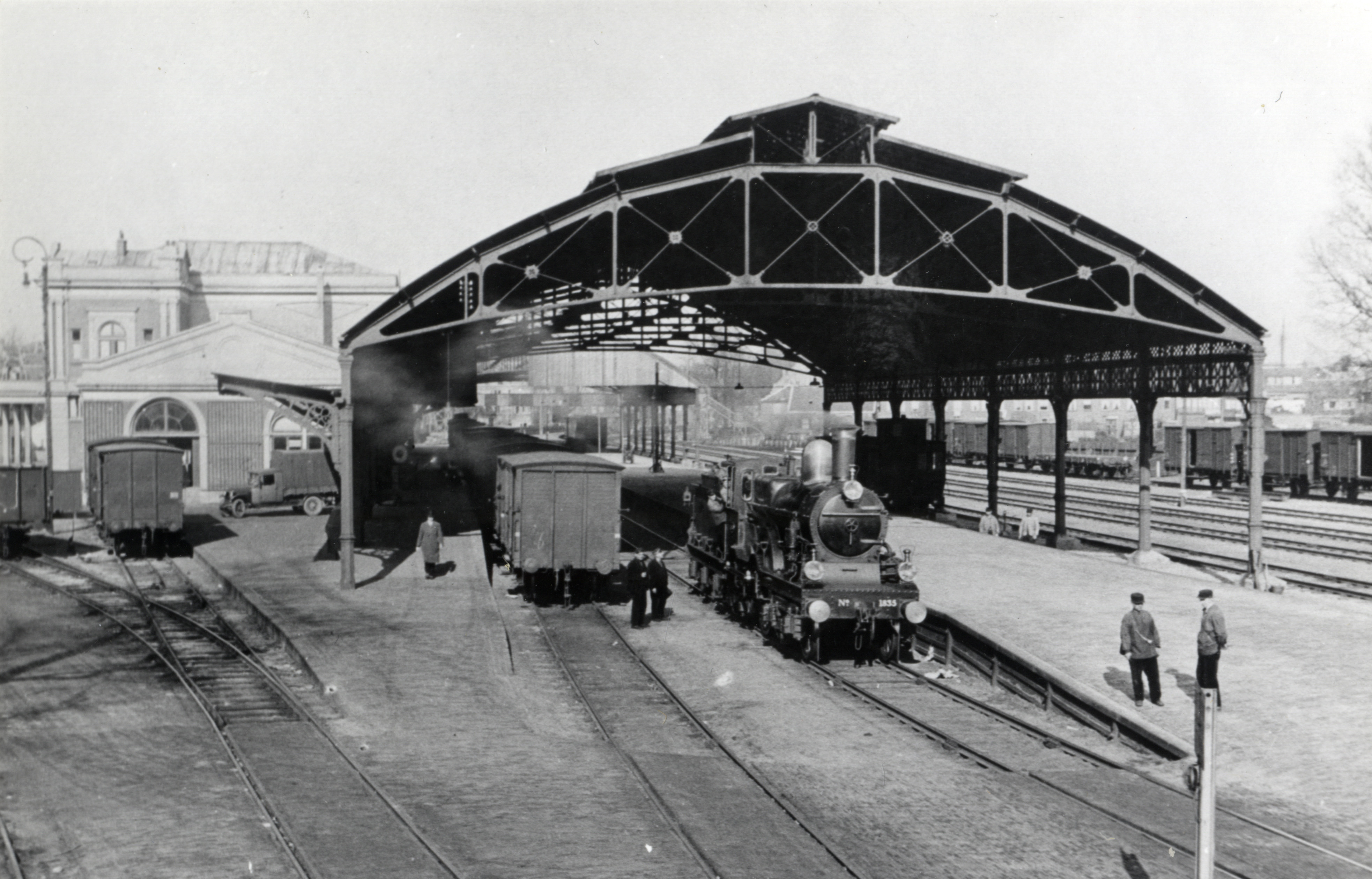
Station Utrecht Maliebaan; circa 1930.

In Hilversum werd bij de opening van de Oosterspoorweg een zeer groot stationsgebouw gebouwd. Ook Utrecht Maliebaan kreeg een riant en rijk gedecoreerd stationsgebouw. De overige stations langs de lijn, Hilversum-Amersfoortsche Straatweg, Hollandsche Rading, Maartensdijk en Groenekansche Dijk, kregen slechts eenvoudige haltegebouwtjes. Ook bij het overstapstation Lunetten verscheen enkel een eenvoudige houten wachtruimte. Het eilandstation Utrecht Biltstraat werd in 1885 geopend en kreeg een houten perrongebouw.
Zoals vermeld werd het overstapstation Lunetten al in 1932 gesloten. Met het beëindigen van het reizigersvervoer in 1939 werden ook de stations Maliebaan en Biltstraat gesloten. Ook de haltes Maartensdijk en Groenekanschedijk, later Groenekan West, werden al voor de Tweede Wereldoorlog gesloten. De gebouwtjes van laatstgenoemde haltes verdwenen kort na de sluiting. Het gebouw van Utrecht Biltstraat verdween in de jaren 60. Het wachthuisje van Lunetten werd pas in 1978 gesloopt. Het Maliebaanstation en het bijbehorende emplacement bieden vanaf 1954 onderdak aan het Nederlands Spoorwegmuseum.
De naam van station Hilversum-Amersfoortsche Straatweg werd in 1919 gewijzigd in Hilversum Soestdijkerstraatweg. In 1952 werd een nieuw haltegebouwtje voor de kaartverkoop geopend. In 1969 werd de naam Hilversum Sportpark. Twaalf jaar later werd het haltegebouwtje gesloopt. De kaartverkoop werd ondergebracht in de rijwielstalling. Hollandsche Rading kreeg in 1987 een nieuw stationsgebouwtje voor de kaartverkoop. Het gebouwtje heeft slechts acht jaar als stationsgebouw dienstgedaan.
Het stationsgebouw van Hilversum werd ondanks vele protesten in 1990 gesloopt om plaats te maken voor nieuwbouw en een algehele reconstructie van de stationsomgeving. In 1992 werd het nieuwe stationsgebouw, inclusief vier bouwlagen met kantoren, geopend. Een belangrijk deel van de stationsomgeving werd pas 15 jaar later aangepakt. Er kwam onder andere een nieuwe brede tunnel onder de perrons. Ook werd een derde perron in gebruik genomen.
Hieronder een overzicht van alle stations langs de lijn (cursief: voormalig station):
| Station             | Geopend | Huidig gebouw |
| ------------------- | ------- | --- |
| Hilversum           | 1874    | 1992, NS, 2e gebouw, uniek ontwerp van van Belkum |
| Hilversum Sportpark | 1874    | 1952, NS, 1e gebouw, uniek ontwerp van van der Gaast deels gesloopt in 1981 |
| Hollandsche Rading  | 1885    | 1987, NS, 2e gebouw, uniek ontwerp van Corbey |
| Maartensdijk        | 1874    | geen, station gesloten in 1941 en van 1934-1940 |
| Nieuwe Wetering     | 1874    | geen, station gesloten in 1928 |
| Groenekan West      | 1874    | geen, station gesloten in 1938 |
| Blauwkapel HSM      | 1874    | geen, station gesloten in 1910 |
| Utrecht Biltstraat  | 1885    | geen, station gesloten in 1939 |
| Utrecht Maliebaan   | 1874    | 1874, HIJSM, 1e gebouw, uniek ontwerp van van van Gendt, station gesloten in 1939 en sinds 1954 Het Spoorwegmuseum, sinds 2005 alleen bediend door Pendeldienst Utrecht Centraal – Utrecht Maliebaan |
| Lunetten            | 1874    | geen, station gesloten in 1932 |

## Dienstregeling Hilversum - Utrecht
De spoorlijn tussen Hilversum en Utrecht vormde voor de HIJSM een eigen verbinding tussen de steden Amsterdam en Utrecht. De rechtstreekse treindienst tussen beide steden over de Oosterspoorweg bleef ook na de intensievere samenwerking tussen de verschillende spoorwegmaatschappijen bestaan. De Rhijnspoorweg werd hierbij de belangrijke schakel voor het nationale en internationale treinverkeer, de lijn via Hilversum was vooral van belang voor het forensenvervoer.
Vanaf 1939 reden alle treinen uit Hilversum naar het Utrechtse Centraal Station. De meeste treinen van en naar Utrecht begonnen en eindigden in Hilversum, een aantal treinen reed vanaf Amsterdam Centraal. In de treindienst werden vaak verschillende stations overgeslagen. Eind jaren 60 reden er per uur drie treinen over het traject. Eén trein reed vanuit Amsterdam en stopte niet op Amsterdam Muiderpoort en Weesp. Na station Naarden-Bussum stopte deze trein op elk station. Tussen Hilversum en Utrecht reden nog twee pendeltreinen. Beide treinen stopten niet in Utrecht Overvecht, een van de treinen sloeg tevens Hollandsche Rading over.

### Spoorslag '70
Bij het invoeren van de consequente dienstregeling bij Spoorslag '70 werd de treindienst op de spoorlijn geïntensiveerd. Voortaan reden er per uur vier stoptreinen over het traject. Twee treinen reden als stoptrein vanuit Amsterdam, de andere twee pendelden tussen Utrecht en Hilversum en sloegen hierbij Hollandsche Rading over. De treindienst bleef 23 jaar in deze vorm bestaan.

### Opening Zuidtak
Met de opening van de Zuidtak tussen Weesp en Amsterdam RAI in 1993 werd rechtstreeks treinverkeer tussen Weesp en Schiphol mogelijk. De stoptreindienst Utrecht – Hilversum – Amsterdam boog voortaan na Weesp af naar Duivendrecht, Amsterdam Zuid en Schiphol. Weesp werd hierbij een overstapstation waar cross-platform kon worden overgestapt op treinen van de Flevolijn en de Oosterspoorweg die om beurten naar Amsterdam Centraal en Schiphol reden.
In 1995 werd deze situatie aangepast. De stoptreindienst Utrecht - Hilversum - Schiphol werd doorgetrokken naar Den Haag Centraal, een reis van twee uur, vooral bedoeld om kerende treinen op stations als Schiphol en Leiden te voorkomen. Deze treindienst reed hierbij voortaan eenmaal per uur. Het andere halfuur werd weer naar Amsterdam Centraal gereden. Daarnaast gingen er tussen Utrecht en Hilversum sneltreinen pendelen die niet op tussengelegen stations stopten. In de spits werd de pendeldienst aangevuld met pendeltreinen die Hollandsche Rading oversloegen.
In 1997 werd de treindienst weer vereenvoudigd. Tussen Utrecht en Hilversum veranderde niets, de doorgaande stoptreinen reden voortaan elk half uur naar Hoofddorp. Een jaar later werd de stoptreindienst doorgetrokken naar Leiden, de sneltreindienst werd doorgetrokken naar Naarden-Bussum. De spitsstoptreinen tussen Utrecht en Hilversum werden opgeheven. Op 30 januari 2000 werd de dienstregeling vooruitlopend op de nieuwe dienstregeling 2000/2001 aangepast. De sneltreinen tussen Utrecht en Naarden-Bussum verdwenen hierbij. De pendeltreinen tussen Hilversum en Utrecht keerden terug en sloegen hierbij opnieuw Hollandsche Rading over. De doorgaande stoptreindienst bleef ongewijzigd.

### Opening Gooiboog
In december 2003 werd de Gooiboog in gebruik genomen. Hiermee werd rechtstreeks treinverkeer tussen Hilversum en Flevoland mogelijk. Tussen Utrecht en Hilversum bleven de treinen met het ingaan van de dienstregeling 2004 in hetzelfde patroon rijden. De stoptreinen reden nog altijd elk half uur naar Leiden. De voormalige pendeltreinen reden na Hilversum non-stop door naar Naarden-Bussum, eenmaal per uur reed de trein als stoptrein door naar Almere Buiten. In de spits reden beide treinen van en naar Almere. Een jaar later werd het nieuwe station Almere Oostvaarders begin- en eindpunt van deze treinen. Met de invoering van de dienstregeling 2007 werd de treindienst Utrecht – Almere Oostvaarders een volwaardige halfuursverbinding en werd de treindienst onderdeel van het sterk uitgebreide Intercitynetwerk, tussen Utrecht en Hilversum wordt nog steeds alleen Hollandsche Rading overgeslagen.

## Materieelinzet

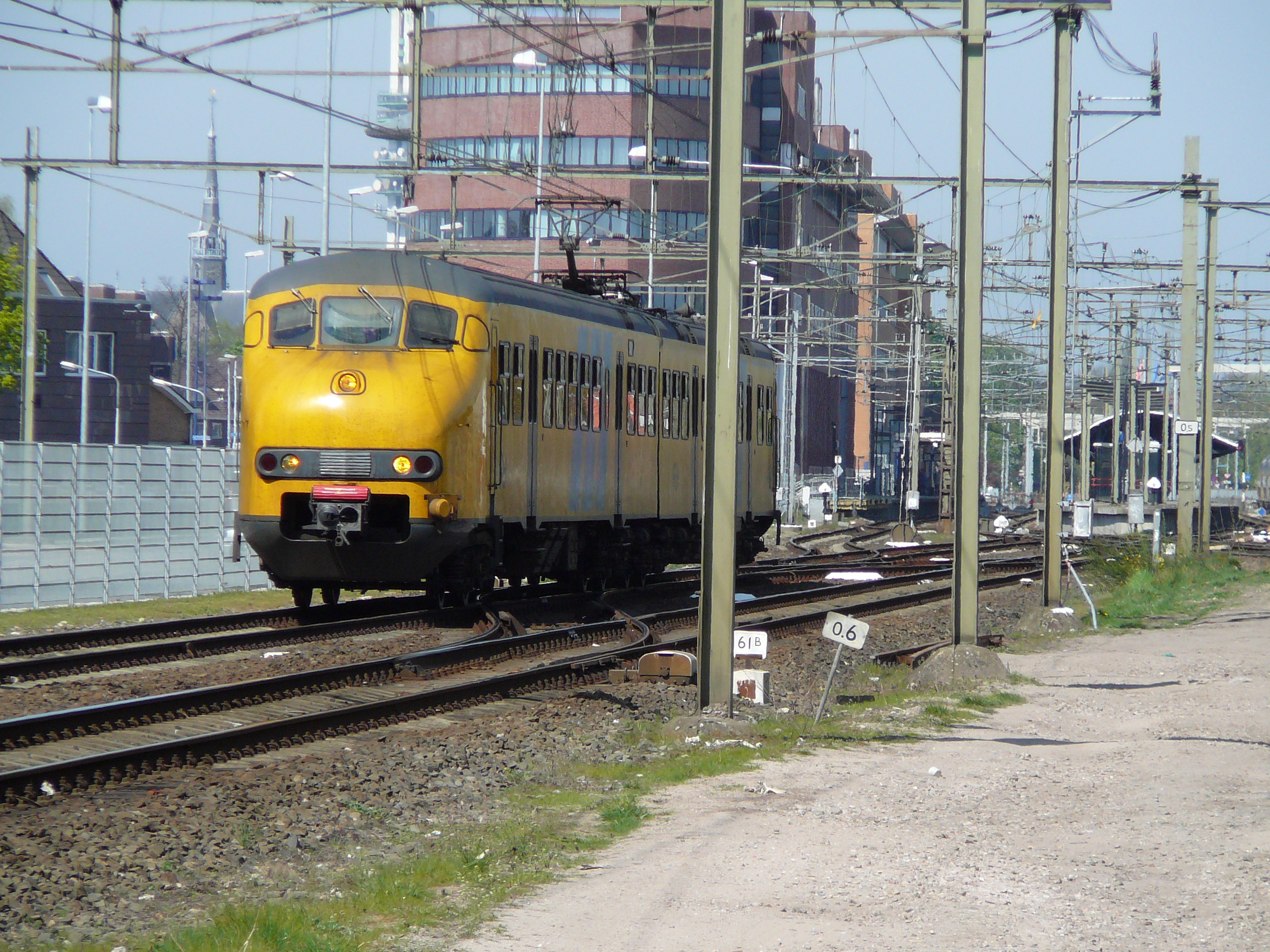
Mat '64 treinstel 452 verlaat op 14 april 2007 het Hilversumse station richting Utrecht.

Na de elektrificatie in 1942 werd de stoomtractie vervangen door het elektrische Materieel ’24. De Blokkendozen reden tot 1959 de treindiensten Amsterdam – Hilversum – Utrecht. Daarna reed divers elektrisch stroomlijnmaterieel op de verbinding. Begin jaren 70 werd de treindienst overgenomen door Mat '64, vanaf begin jaren 90 gecombineerd met het Dubbeldeks aggloregiomaterieel. Het Stadsgewestelijk Materieel heeft ook enkele jaren op deze spoorlijn gereden. Het Sprinter Lighttrain-materieel (SLT) rijdt nu voornamelijk de pendelritten tussen Utrecht Centraal en Maliebaan.

## Treinen naar het Spoorwegmuseum

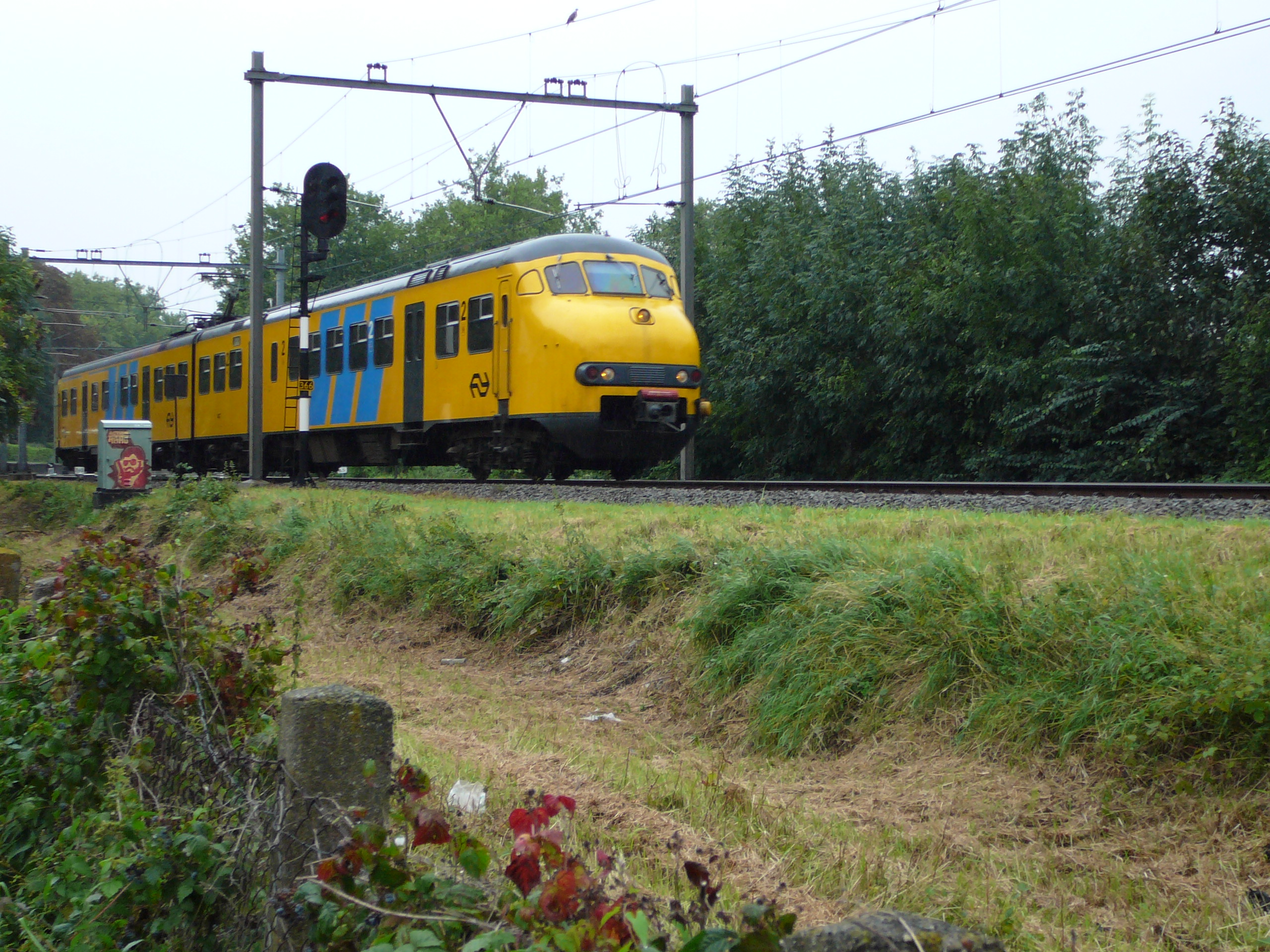
Mat '64 treinstel 467 vertrekt op 5 september 2008 als museumpendel van Utrecht Maliebaan naar Utrecht Centraal.

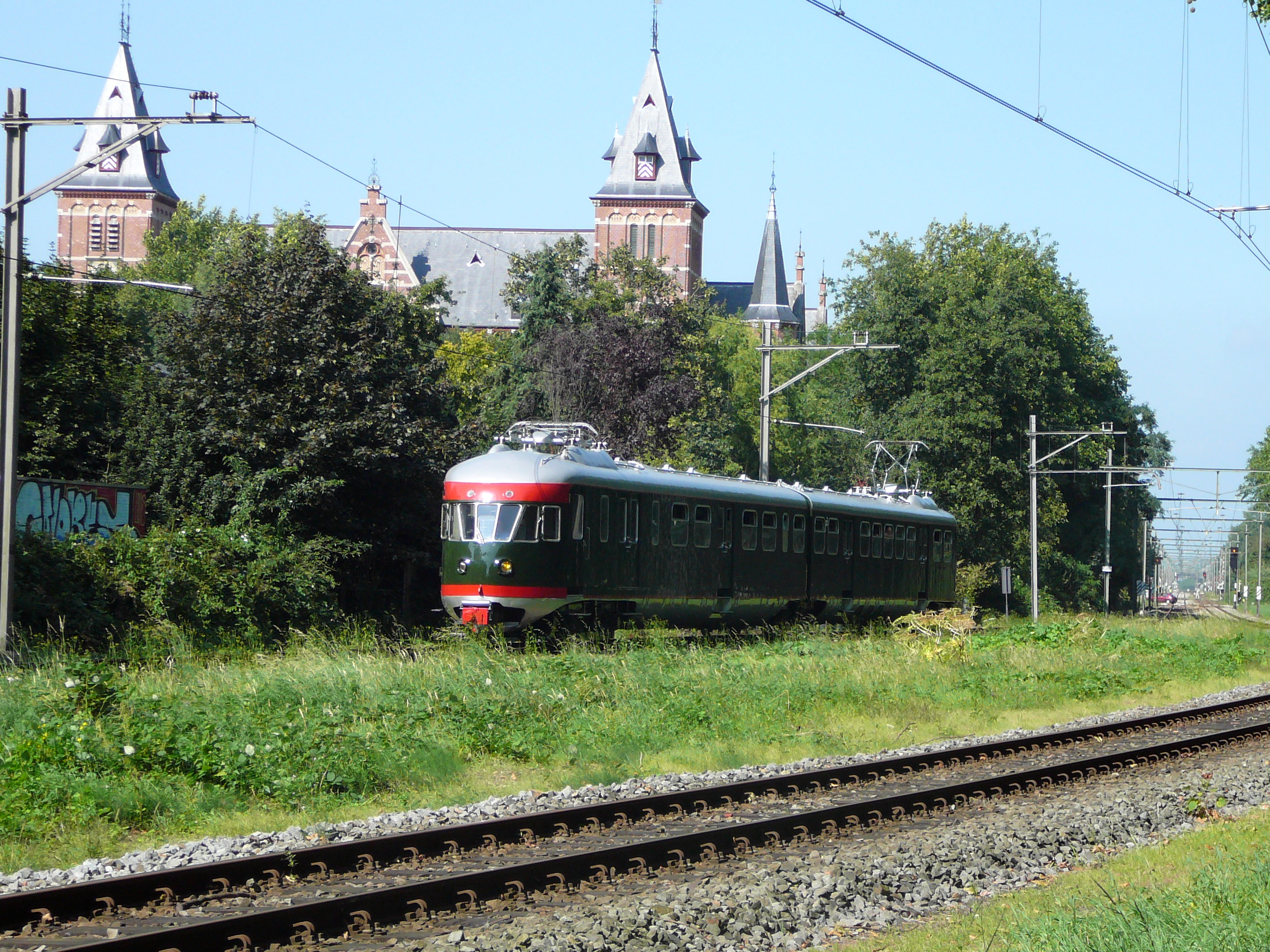
Museumstel 273 rijdt op 25 augustus 2007 de Heimwee Express. Het materieel '46 treinstel ter hoogte van het voormalige Station Utrecht Biltstraat.

Het Nederlands Spoorwegmuseum werd in 1954 gevestigd in het voormalige Maliebaanstation. De spoorlijn Blauwkapel – Lunetten was in gebruik voor goederenvervoer en kon hierbij tevens gebruikt worden voor de aan- en afvoer van materieel. Langs het bewaard gebleven perron werd museummaterieel gestald. In 1975 werd een nieuw tweede perron tussen de doorgaande goederensporen aangelegd. Dit perron werd sporadisch bij excursies gebruikt, echter na het buiten dienst stellen van de sporen tussen het Spoorwegmuseum en Lunetten (de goederendienst was inmiddels opgeheven) en opbreken van de aansluiting bij Lunetten is dit perron nu het eindpunt van de spoorlijn.

### Museumpendel
Tijdens het 150-jarig bestaan van de spoorwegen in Nederland in 1989 werd er tussen het Utrechtse Centraal Station en het Spoorwegmuseum een pendeldienst gereden. De treinen keerden vlak bij het voormalige station Lunetten. De treinen werden gereden door het Materieel '24. De treinen stopten langs een kopspoor ten zuiden van het stationsgebouw. In 2005 keerde deze treindienst, tegelijkertijd met de heropening van het Spoorwegmuseum, terug. De pendeldienst rijdt eenmaal per uur en wordt doorgaans uitgevoerd met regulier reizigersmaterieel. Tijdens speciale evenementen wordt ook museummaterieel ingezet.

### Heimwee Express
Na de heropening van het Spoorwegmuseum na de grote verbouwing werd het concept Heimwee Express geïntroduceerd. Tussen 2007 en 2015 reed ieder tweede weekend van de maand een historische trein van en naar het Spoorwegmuseum.